# جبهه النصره
جبهه النصره (به عربی: جبهة النصرة) معروف به جبهه فتح شام (به عربی: جبهة فتح الشام) پس از ژوئیه ۲۰۱۶، یک سازمان جهادی سلفی بود که علیه نیروهای دولتی سوریه در جنگ داخلی سوریه مبارزه می‌کرد. این گروه شاخه القاعده در سوریه بوده و هدف آن تأسیس یک کشور اسلامی در سوریه بود.
واشینگتن‌پست در نوامبر ۲۰۱۲، جبهه النصره را «تهاجمی‌ترین و موفق‌ترین» گروه شورشی توصیف کرد. در دسامبر ۲۰۱۲، وزارت امور خارجه ایالات‌متحده این گروه را در فهرست سازمان تروریستی قرار داد. و در آوریل ۲۰۱۳ النصره به شاخه رسمی القاعده در سوریه تبدیل شد.
در مارس ۲۰۱۵، این گروه به همراه دیگر گروه‌های جهادی جیش‌الفتح را تشکیل داد. در ژوئیه سال ۲۰۱۶، جبهه النصره به‌طور رسمی نام جبهه فتح شام را بر خود برگزیده‌بود. و اعلام کرده بود که از القاعده جدا شده است. به گفته ابومحمد جولانی رهبر این گروه، این جدایی برای آنچه وی آن را «انقلاب سوریه» می‌نامد، انجام شده‌بود. اگرچه رهبر این گروه اعلام کرد که به القاعده وابسته نیست، ستاد فرماندهی مرکزی ایالات متحده آمریکا این گروه را شاخه‌ای از القاعده، و سازمانی که باید در مورد آن نگران بود دانست.
در ۲۸ ژانویه ۲۰۱۷، به دنبال درگیری‌های شدید با احرار الشام و دیگر گروه‌های شورشی، جبهه فتح شام با چهار گروه دیگر ادغام شد و به هیئت تحریر شام تبدیل شد. با این حال، تحریر الشام هر نوع وابستگی به القاعده را انکار کرده است و در بیانیه‌ای خود را «گروهی مستقل و عدم وابسته به سازمان‌های دیگر» معرفی کرده است.

## نام
از سال ۲۰۱۲ تا ۲۰۱۳ نام کامل جبهه النصره «جبهه پیروزی برای مردم شام توسط مجاهدین شام در زمینه‌های جهاد» (به عربی: جبهة النصرة لأهل الشام من مجاهدی الشام في ساست الجهاد) بود.

## پیشینه

### شکل‌گیری
جبهه النصره در حین جنگ داخلی سوریه در ۲۳ ژانویه ۲۰۱۲ تشکیلش را اعلام کرد این گروه یکی از نیروهای شورشی در سوریه به حساب می‌آید ارتش سوریه با این گروه به مقابله پرداخته است.

### جنگ جبهه النصره با داعش
جبهه النصره در ژانویه ۲۰۱۴ به گروه موسوم به دولت اسلامی عراق و شام (داعش) اعلام جنگ کرد با این حال داعش موفق شد جبهه النصره را از شهر سوریه‌ای رقه بیرون براند و در همان ماه در جنگی بین این دو در دیرالزور صدها تن از آن‌ها کشته شدند و هزاران شهروند بی‌خانمان شدند در فوریه ۲۰۱۴ ایمن الظواهری رهبر القاعده هر گونه انتساب داعش به القاعده را رد کرد.

### جیش الفتح
النصره در ۲۴ مارس ۲۰۱۵ ائتلافی به نام جیش الفتح را تشکیل داد که در حدود ۷ گروه اسلامگرا با یکدیگر ادغام شدند (که مهم‌ترین آن‌ها احرار الشام است) جیش الفتح اتاق عملیاتی گروه‌های اسلامگرا در شمال سوریه است این شورا از زمان شکل‌گیری خود موفقیت‌های چشمگیری را به دست آورد. در ۲۸ مارس ۲۰۱۵ بخش‌هایی از استان ادلب را تصرف کرد و در مه ۲۰۱۵ با تصرف شهرستان اریحا این استان را به اولین استانی تبدیل کرد که به‌طور کامل در اختیار اپوزیسیون سوریه قرار دارد همچنین جیش الفتح در کوهستان قلمون درگیر جنگ با نیروهای اسد و حزب‌الله لبنان و داعش شد بعدها خبر رسید که در اکتبر ۲۰۱۵ جند الاقصی یکی از هفت گروه عضو جیش الفتح از این شورا جدا شده است.

### تصرف پایگاه هوایی تفتناز
در تاریخ ۱۱ ژانویه ۲۰۱۳ میلادی، پیکارجویان مخالف بشار اسد به رهبری پیکارجویان جهادی احرارالشام و جبهه النصره، موفق شدند تا پایگاه نظامی تَفِتناز را به تصرف نظامی خود درآورند. که به گفته ارتش آزاد سوریه، بیشتر حملات هوایی ارتش بشار اسد به مناطق مسکونی تحت کنترل شورشیان در شمال، از این فرودگاه صورت می‌گرفته است.

### تصرف شهر شداده
در ادامه جنگ داخلی سوریه، پیکارجویان اسلام‌گرای عضو جبهه النصره، موفق شدند تا در تاریخ ۱۴ فوریه ۲۰۱۳ میلادی، کنترل شهر شداده را از دست نیروهای دولتی درآورند.

### تلاش برای تصرف حلب
در ۳ ژوئیه ۲۰۱۵ جبهةالنصره و یکی از متحدانش (انصار شریعت) اعلام کردند حملاتی را ترتیب داده‌اند تا بتوانند حلب را تصرف کنند. نیروی هوایی ارتش سوریه نیز برای دفع عملیات جبهةالنصره، شهرستان اریحا را بمباران کردند. در این بمباران دستکم ۲۵ تن از اعضای جبهةالنصره و همچنین یکی از رهبران جبهةالنصره کشته شدند. در همان زمان، نیروهای دولت اسلامی نیز تلاش کردند تا شهر حلب را تصرف کنند اما نیروهای ائتلاف به رهبری آمریکا به آن‌ها حمله هوایی کردند.

### ربودن رهبر گروه مخالف رژیم اسد
نیروهای جبهه النصره در ۳۰ ژوئیه ۲۰۱۵ رهبر گروه مخالف رژیم اسد را که تحت حمایت آمریکا بود ربودند تا اینکه ائتلاف ملی به رهبری آمریکا به مواضع گروه‌های تندرو حمله هوایی کرد.

### مخالفت جبهه النصره با توافق پیش آمده در ریاض
جبهه النصره در دسامبر ۲۰۱۵ اعلام کرد توافقی که مخالفان اسد در ریاض کرده‌اند یک توطئه بوده و آنان نمی‌توانند توافقشان را عملی کنند همچنین ابومحمد جولانی در مصاحبه تلویزیونی با شبکه اورینت نیوز گفت که چنین دیدارها و کنفرانس‌هایی را باید به شکست کشاند وی همچنین ابراز تردید کرده که سران گروه‌های مخالف که در ریاض بودند کنترلی بر جنگجویانشان داشته باشند. .
از زمان شروع جنگ داخلی سوریه گروه‌های اسلامگرا از جمله:داعش و جبهه نصرت بارها به مناطق کردنشین سوریه حمله‌ور شدند و تعدادی را کشتند

### درگیری با حزب اتحاد دموکراتیک سوریه
در سال ۲۰۱۳ نیروهای جبهه النصره با حزب اتحاد دموکراتیک (سوریه) در سری کانی درگیر شدند در این درگیری پیش‌مرگها از مواضع خود عقب‌نشینی نکرده و موفق شدند سریکانی را تصرف کنند نیروهای جبهه النصره نیز در تل ابیض ۳ تن از کردهای سوریه را سوزاندند.

### فراخوان جبهه النصره برای چپاول اموال کردها
در ژوئیه سال ۲۰۱۳ میلادی، جبهه النصره وابسته به القاعده در شهرستان تل ابیض از بلندگوی مساجد این شهر، فراخوان داد و از همگان خواست که کردها را قتل‌عام کنند و اموال آن‌ها را به چپاول ببرند. از سوی دیگر برخی خبرها نشان می‌دهد که نیروهای جبهه النصره با جبهه الاکراد در برخی از روستاهای واقع در کانتون عفرین نیز درگیر شده‌اند.

## قرائت جهادی
گفته می‌شود که داوطلبان شرکت در صفوف جبهه نصرت بایستی سنتی‌ترین و محافظه‌کارترین قرائت از اسلام را پذیرفته باشند: اعضای جبهه نصرت سیگار نمی‌کشند، نوشیدنی‌های الکلی نمی‌نوشند و شلوار جین به تن نمی‌کنند.
هدف این جبهه، «تأسیس یک حکومت اسلامی در سوریه» است.

## تعیین به عنوان یک سازمان تروریستی
کشورها و سازمانهای زیر جبهه النصره را به عنوان یک سازمان تروریستی ذکر کرده‌اند:
| کشور                        | تاریخ          | منابع                |
| --------------------------- | -------------- | -------------------- |
| ایران                       | ۳ ژانویه ۲۰۱۲  | [ ۶۹ ]               |
| ایالات متحده آمریکا         | ۱۰ دسامبر ۲۰۱۲ | [ ۷۰ ]               |
| شورای امنیت سازمان ملل متحد | مه ۲۰۱۳        | [ ۷۱ ] [ ۷۲ ]        |
| فرانسه                      | ۳۰ مه ۲۰۱۳     | [ ۷۳ ]               |
| استرالیا                    | ۲۸ ژوئن ۲۰۱۳   | [ ۷۴ ]               |
| بریتانیا                    | ۱۹ ژوئیه ۲۰۱۳  | [ ۷۵ ] [ ۷۶ ]        |
| کانادا                      | ۷ نوامبر ۲۰۱۳  | [ ۷۷ ]               |
| عربستان سعودی               | ۷ مارس ۲۰۱۴    | [ ۷۸ ]               |
| نیوزلند                     | ۱۴ مه ۲۰۱۴     | [ ۷۹ ]               |
| امارات متحده عربی           | ۱۹ مه ۲۰۱۴     | [ ۸۰ ]               |
| ترکیه                       | ۲ ژوئن ۲۰۱۴    | [ ۷۲ ] [ ۸۱ ]        |
| روسیه                       | ۲۹ دسامبر ۲۰۱۴ | [ ۸۲ ] [ ۸۳ ] [ ۸۴ ] |
| آذربایجان                   |                |                      |
| ژاپن                        |                | [ ۸۵ ]               |
| بحرین                       |                | [ ۸۶ ]               |
| قرقیزستان                   |                | [ ۸۷ ]               |
| قزاقستان                    |                | [ ۸۸ ]               |
| تاجیکستان                   |                | [ ۸۹ ]               |
| سوریه                       |                | [ ۹۰ ]               |
| کویت                        |                | [ ۹۱ ]               |
| لبنان                       |                | [ ۹۲ ]               |
| عراق                        |                | [ ۹۳ ]               |
| تشکیلات خودگردان فلسطین     |                | [ ۹۴ ]               |

## خروج از لیست گروه های تروریستی
رویترز و دیگر خبرگزاری ها گزارش دادند، یادداشت وزارت امور خارجه آمریکا که روز دوشنبه ۱۶ تیرماه منتشر شده، عنوان سازمان تروریستی خارجی برای «جبهه النصره»، را لغو کرده است. رویترز این را گامی بزرگ در راستای تلاش واشنگتن برای کاهش تحریم‌ها علیه سوریه توصیف کرد.
این یادداشت مورخ ۲۳ ژوئن توسط مارکو روبیو، وزیر امور خارجه آمریکا، امضا شده و قبل از انتشار در روز سه‌شنبه، در پیش‌نمایشی در روزنامه رسمی دولت آمریکا به نام «فدرال رجیستر» منتشر شده است.
این اقدام یک هفته پس از آن صورت میگیرد که ترامپ دستور اجرایی لغو برنامه تحریم‌های آمریکا علیه سوریه را امضا کرد.
روبیو در این یادداشت نوشت با مشورت دادستان کل و وزیر خزانه داری بدینوسیله عنوان جبهه النصره که با نام هیئت تحرير الشام و سایر نامهای مستعار) نیز شناخته می شود را دیگر به عنوان یک سازمان تروریستی خارجی نمی شناسیم.
هیئت تحرير الشام قبلاً شاخه القاعده در سوریه یا جبهه النصره بود. در ماه دسامبر، احمد الشرع رئیس جمهور سوریه رهبری این گروه را بر عهده داشت که به همراه دیگر شورشیان اسلام گرا قدرت را در سوریه در دست گرفت.

## حمایت بیرونی
اقلاً یک دولت عرب قطر را به کمک به النصره متهم کرده است. بنا بر هفته نامه الاهرام, «سعودی‌ها و قطری‌ها در حال فراهم آوردن بودجه برای ۴۰ درصد از نیازهای ائتلاف جیش الفتح هستند.»
ارتباطات بین النصره و نیروهای اسرائیلی در بلندی‌های جولان بارها مستند شده گرچه مقصود از ملاقات‌ها نامعلوم است. برخی رزمندگان زخمی النصره در اسرائیل درمان شده و به جنگ برگشته‌اند. رئیس سابق موساد، در مصاحبه با الجزیره تلویحاً وقوع چنان اقداماتی را تأیید کرد.

### حمایت دولت بریتانیا
در ژوئیهٔ ۲۰۲۱ سایت دیلی ماوریک افشا کرد که حکومت بریتانیا در طول ۵ سال به گروه‌های تندروی اسلامی از جمله جبهه‌النصره کمک مالی می‌کرده است. مبلغ این کمک‌ها ۳۵۰ میلیون پوند استرلینگ برابر با ۴۷۷ میلیون دلار اعلام شده است.

## جنایت‌های جنگی

### قتل و اعدام
- در ۲۹ مه ۲۰۱۲، اعدام دسته‌جمعی در نزدیکی شهر شرقی دیرالزور کشف شد.[۱۰۷] در ۵ ژوئن ۲۰۱۲، جبهه النصره مسئولیت ۱۳ قتل را بر عهده گرفت.[۱۰۸]
- در طول حمله به لاذقیه در اوت ۲۰۱۳ توسط گروه‌های شورشی اسلام‌گرا شامل جبهه النصره، طبق گزارش دیده‌بان حقوق بشر، نیروهای سلفی شورشی تحت رهبری جبهه النصره به‌طور سیستماتیک حداقل ۱۹۰ غیرنظامی را در چندین روستای علوی کشتند.[۱۰۹]
- در ۱۰ سپتامبر ۲۰۱۳، مبارزان النصره به روستای علوی مکسر الحصان در استان حمص حمله کردند.[۱۱۰] جبهه النصره بعداً به کشتن ۳۰ غیرنظامی در سه روستای علوی از جمله مکسر الحصان اعتراف کرد.[۱۰۸]
- در ۱۱ دسامبر ۲۰۱۳، گروه‌های جبهه اسلامی و جبهه النصره به منطقه صنعتی شهر عدره در شمال شرقی دمشق نفوذ کردند و به ساختمان‌هایی که کارگران و خانواده‌هایشان در آن سکونت داشتند حمله کردند. شورشیان علوی‌ها، دروزی‌ها، مسیحیان و شیعیان را هدف قرار دادند و آنها را بر اساس مذهب خود کشتند. برخی از آنها تیراندازی شدند و برخی دیگر سر بریده شدند.[۱۱۱][۱۱۲]
- در ۱۰ ژوئن ۲۰۱۵، جبهه النصره حداقل ۲۰ دروزی را در روستای قَلْب لوزة در استان ادلب کشت.[۱۱۳]
- در ۱۲ مه ۲۰۱۶، طبق گزارش رسانه‌های حامی دولت، شورشیان تحت رهبری جبهه النصره و احرار الشام ۴۲ غیرنظامی و ۷ نفر از شبه‌نظامیان NDF را در حالی که تا ۷۰ نفر را به اسارت گرفتند، در روستای علوی زَرَعَة در حماه جنوبی قتل‌عام کردند.[۱۱۴][۱۱۵]
- در روزهای آخر حمله به حلب در دسامبر ۲۰۱۶، جبهه النصره یک فعال رسانه‌ای را در یک بیمارستان میدانی بازداشت کرد و او را پس از بازجویی در مقر جبهه النصره قبل از تخلیه زندانی کرد. در حین تخلیه شورشیان از حلب، جبهه النصره اولین گروهی بود که همراه با اسیرانی که ربوده بودند، خارج شد.[۱۱۶]

### سلاح شیمیایی
در ۳۰ مه ۲۰۱۳، روزنامه‌های ترکیه گزارش دادند که نیروهای امنیتی ترکیه اعضای جبهه النصره را در استان‌های مرسین و آدانا در نزدیکی مرز سوریه بازداشت کرده‌اند و ۲ کیلوگرم گاز سارین را ضبط کرده‌اند. استاندار آدانا ادعا کرد که نیروهای امنیتی سارین پیدا نکردند، بلکه مواد شیمیایی ناشناخته‌ای پیدا کرده‌اند. در سپتامبر، شش نفر از بازداشت‌شدگان ماه مه (یک سوری به نام حیسام توپالکا و پنج ترک، که ادعا می‌شد اعضای جبهه النصره و احرار الشام هستند) متهم به تلاش برای تهیه مواد شیمیایی مورد استفاده در تولید سارین شدند؛ کیفرخواست گفته بود که «ممکن است سارین گاز با ترکیب مواد در شرایط مناسب تولید شود.»